# 麗気記
『麗気記』（れいきき）は、両部神道の理論書である。鎌倉時代後期に成立した。伊勢神宮に関する神秘的解釈を集成したものであり、本文14巻・絵図4巻の18巻から構成される。両部神道書としては、後世への影響までふくめもっとも重要な文献とみなされてきた。作者は空海・聖徳太子・役行者・最澄・醍醐天皇など、さまざまに仮託される。

## 成立
同時代の多くの神道書と同様、『麗気記』は偽書（仮託書）としての性質を有し、作者は空海・聖徳太子・役行者・最澄・醍醐天皇など、さまざまに伝えられる。醍醐天皇が神泉苑の竜女より伝承されたものであるとの説が広く知られているが、近世以降は同書が真言宗諸流の間で伝えられたこと、江戸期に同書に補記された「豊受大神宮継文」に「空海撰」との記述があったことを背景に、空海撰述であるとの認識が一般的になっていった。
度会家行が元応2年（1320年）に撰述した『類聚神祇本源』に同書からの引用があることから、『麗気記』の成立時期は少なくともそれ以前にまで遡る。実際には、各編それぞれが個別の秘伝伝授書であったと思われ、一般には、別々に成立した諸書が鎌倉時代末期までに統合されたものであろうと理解されている。伊藤聡は「集成的内容からも鎌倉時代中後期以降の撰述であると推定される」と論じているが、正確な成立時期については、資料の欠乏ゆえ不明であるともしている。

## 内容
本文14巻・絵図4巻の18巻から構成される。その細目は以下の通りであるが、その順序は写本の系統により3種に分類される。また、近世以降は末尾に「豊受大神宮継文」が補記される。内容としては、伊勢神宮に関する神秘的解釈を集成したものであり、密教的立場から天照大神・豊受大神の降臨や天地開闢、伊勢の内外両宮の鎮座などについて論じる。
1. 二所太神宮麗気記
2. 降臨次第麗気記
3. 神天上地下次第
4. 天地麗気記
5. 天照皇太神宮鎮座次第
6. 豊受太神宮鎮座次第
7. 心柱麗気記
8. 神梵語麗気記
9. 万鏡霊瑞器麗気記
10. 神号麗気記
11. 神形注麗気記
12. 三界表麗気記
13. 現図麗気記
14. 仏法神道麗気記
15. 神体図麗気記
16. 神形図麗気記
17. 図絵麗気記
18. 深秘図麗気記

漢文により記されるが、おびただしい独特の訓が付されるのが特徴的である。『大和葛城宝山記』をはじめとする多くの文献を引いており、和多秀乗は両部神道の理論書である同書について、「伊勢神道の理論書である《神道五部書》に対抗するものであることは明らかで、前者が神道の立場、後者が神仏習合論の立場を重視した」ものであると論じる。天台本覚思想の影響がみられるほか、一部には伊勢神道の影響もある。三橋正は、本文14巻のうち前半6巻は伊勢神道との関連性が、後半8巻は仏教的色彩が強いと論じている。

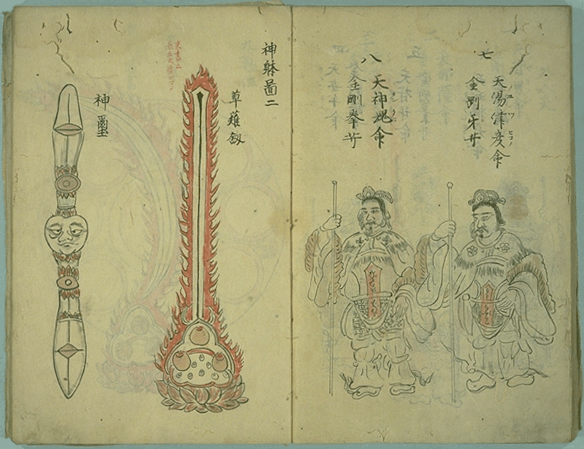
『麗気記』（東京大学文学部宗教学研究室蔵・正親町家旧蔵）より図像部

『麗気記』の末尾4巻には絵図が収録されており、神道書のなかでもとりわけまとまった量の図像が記載されている。この末尾部分を「神体図巻」あるいは「神体図記」とよぶ。神体図巻および本文には、神器のほか、神々の姿や曼荼羅、幾何学的シンボルなどおよそ50種におよぶ神体図が掲載されており、これらは行者の観想にあたって神秘的イメージを喚起させる役割を担った。同書の本文には、図像なしでは解釈できない記述もあり、本文と神体図巻は同時期に成立したものであると考えられる。

## 受容
『麗気記』は両部神道書のなかでも特別な地位を有しており、『日本書紀』と並ぶ聖典として重視された。同書は神秘的かつ難解であり、複数の注釈書が早い段階より編まれている。たとえば、康応元年（1389年）には『麗気制作抄』が成立しているほか、良遍によって応永26年（1419年）に『麗気聞書』が、聖冏によって『麗気記私抄』『麗気記拾遺抄』『神宮方神仏一致抄』などが著されている。
また、『麗気記』の伝授にあたっては灌頂の儀式がとりおこなわれており、その初出は真福寺蔵『麗気記』および付属印信類にみられる観応元年（1350年）の記録である。「麗気灌頂」とよばれる同儀式は、おおむね密教における同種の儀式を模倣したものであるが、師弟が互いに指を絡めて所作をおこなうこと、真言とともに歌を唱えることなど、若干の相違点もある。前者に関して、伊藤は「陰陽和合的な含意の気配が認められる」としている。こうした灌頂の儀式は、16世紀ごろには次第に『麗気記』中心のものから『日本書紀』中心のものへと移り変わっていった。
近世においては、両部神道の系譜である御流神道・三輪神道などにおいて、『麗気記』が重視された。しかし神仏習合的な色彩が強い同書は排仏論的風潮のなかで批判されるようになり、その影響力は弱まっていった。

## 関連文献
- 大正大学綜合佛教研究所神仏習合研究会 編『麗気記 : 校注解説現代語訳 1』法藏館〈大正大学綜合佛教研究所叢書 ; 第6巻〉、2001年8月。ISBN 4-8318-5675-4。